# Преобразование треугольник-звезда
Преобразование треугольник-звезда — способ эквивалентного преобразования пассивного участка линейной электрической цепи — «треугольника» (соединения трёх ветвей, которое имеет вид треугольника, сторонами которого являются ветви, а вершинами — узлы), в «звезду» (соединение трёх ветвей, которые имеют один общий узел). Эквивалентность «треугольника» и «звезды» обусловлена тем, что при одинаковых напряжениях между одноименными выводами электрической цепи токи, которые втекают в одноименные выводы, а следовательно и мощности также будут одинаковыми.
Дальнейшие рассуждения проводятся для резисторов, но фактически применимы к произвольным импедансам.

## Прямое преобразование
Рассмотрим приведенные выше схемы относительно выводов 1 и 2.
В схеме «треугольник» резистор {\displaystyle R_{12}} соединён параллельно с последовательно соединёнными резисторами {\displaystyle R_{13}} и {\displaystyle R_{23}}, что соответствует последовательно соединенным сопротивлениям {\displaystyle R_{1}} и {\displaystyle R_{2}} в схеме «звезда». Отсюда следует, что:
{\displaystyle R_{1}+R_{2}={\frac {R_{12}\cdot (R_{23}+R_{13})}{R_{12}+R_{23}+R_{13}}}}
Аналогично для других пар выводов:
{\displaystyle R_{1}+R_{3}={\frac {R_{13}\cdot (R_{12}+R_{23})}{R_{12}+R_{23}+R_{13}}}}
{\displaystyle R_{2}+R_{3}={\frac {R_{23}\cdot (R_{12}+R_{13})}{R_{12}+R_{23}+R_{13}}}}
Решая данную систему уравнений относительно сопротивлений {\displaystyle R_{1}}, {\displaystyle R_{2}} и {\displaystyle R_{3}} , получаем:
{\displaystyle R_{1}={\frac {R_{12}\cdot R_{13}}{R_{12}+R_{23}+R_{13}}}}
{\displaystyle R_{2}={\frac {R_{12}\cdot R_{23}}{R_{12}+R_{23}+R_{13}}}}
{\displaystyle R_{3}={\frac {R_{23}\cdot R_{13}}{R_{12}+R_{23}+R_{13}}}}

## Обратное преобразование
Решив исходную систему уравнений относительно сопротивлений {\displaystyle R_{12}}, {\displaystyle R_{23}} и {\displaystyle R_{31}} получим формулы для обратного преобразования, из «звезды» в «треугольник»:
{\displaystyle R_{12}=R_{1}+R_{2}+{\frac {R_{1}\cdot R_{2}}{R_{3}}}}
{\displaystyle R_{23}=R_{2}+R_{3}+{\frac {R_{2}\cdot R_{3}}{R_{1}}}}
{\displaystyle R_{31}=R_{3}+R_{1}+{\frac {R_{3}\cdot R_{1}}{R_{2}}}}

## Применение
Преобразование треугольник-звезда может быть полезным для расчёта сопротивления несбалансированного моста при {\displaystyle {\frac {R_{1}}{R_{2}}}\neq {\frac {R_{4}}{R_{3}}}}.